# Euxoa repentis
Euxoa repentis är en fjärilsart som beskrevs av Augustus Radcliffe Grote och Robinson 1868. Euxoa repentis ingår i släktet Euxoa och familjen nattflyn. Inga underarter finns listade i Catalogue of Life.